# Casa bântuită (film din 2003)
Casa bântuită (titlu original: The Haunted Mansion) este un film american de comedie thriller de familie de mister și fantastic din 2003 regizat de Rob Minkoff.  Rolurile principale au fost interpretate de actorii Eddie Murphy, Terence Stamp, Nathaniel Parker, Marsha Thomason și Jennifer Tilly. A fost lansat la 26 noiembrie 2003  și este al patrulea film Disney bazat pe un parc tematic după filmul TV Turnul terorii (1997), The Country Bears (2002) și Pirații din Caraibe: Blestemul Perlei Negre (2003).

## Prezentare
Jim Evers și Sara Evers sunt un cuplu de vânzători imobiliari pasionați de munca lor, dar care își neglijează viața de familie. Cei doi, împreună cu copiii lor, plănuiesc să petreacă împreună un weekend plăcut la un lac. Înainte de toate acestea Jim plănuiește un mic ocol pentru a vizita un conac a cărui vânzare crede că i-ar aduce un comision foarte mare.  Ajunși la conac aceștia descoperă un loc sinistru locuit de „clienți” foarte „speciali”. Proprietarul, ciudatul Edward Gracey, vede în Sara persoana reîncarnată a iubirii sale moarte. Orbit de amintiri, el încearcă s-o câștige înapoi în viața sa. Pentru a-și salva soția, Jim trebuie să rupă blestemul teribil aruncat asupra casei: să găsească o cheie care desface un cufăr. De-a lungul aventurii sale nocturne, Jim întâlnește fantome, capete de statui cântătoare, cadavre, animale și vrăji.

## Distribuție
- Eddie Murphy ca Jim Evers
- Terence Stamp ca Ramsley
- Nathaniel Parker ca Master Edward Gracey
- Marsha Thomason ca Sara Evers 
  - Marsha Thomason interpretează și rolul Elizabetei Henshaw
- Jennifer Tilly  ca Madame Leota
- Wallace Shawn ca fantoma Ezra
- Dina Waters ca fantoma Emma
- Marc John Jefferies ca Michael Evers
- Aree Davis ca Megan Evers